# Бузыканово (Иркутская область)
Бузыканово — село в Тайшетском районе Иркутской области России. Административный центр Бузыкановского муниципального образования.

## География
Село находится на берегу реки Бирюса, на расстоянии 73 км к северо-востоку от города Тайшет, административного центра района.

## Население
| 2002 | 2010 | 2011 | 2012 |
| ---- | ---- | ---- | ---- |
| 399  | ↘346 | ↘345 | ↗347 |

### Половой состав
По данным Всероссийской переписи, в 2010 году в селе проживало 346 человек (170 мужчин и 176 женщин).